# Edwin Encarnación
Edwin Elpidio Encarnación (ur. 7 stycznia 1983) – dominikański baseballista występujący na pozycji pierwszobazowego i jako designated hitter w New York Yankees.

## Przebieg kariery
Encarnación został wybrany w 2000 roku w dziewiątej rundzie draftu przez Texas Rangers, jednak jako zawodnik niższych lig został oddany do Cincinnati Reds w czerwcu 2001. W Major League Baseball zadebiutował 24 czerwca 2005 w meczu przeciwko Cleveland Indians, rozegranym w ramach interleague play.
W lipcu 2009 w ramach wymiany zawodników przeszedł do Toronto Blue Jays. W lipcu 2012 podpisał nowy, trzyletni z opcją przedłużenia o rok kontrakt wart 37 milionów dolarów. W marcu 2013 był w składzie reprezentacji Dominikany na turnieju World Baseball Classic, na którym zdobył złoty medal. 23 maja 2013 w wygranym przez Blue Jays 12–6 spotkaniu z Baltimore Orioles zdobył piątego w karierze grand slama. 16 lipca 2013 po raz pierwszy wystąpił w Meczu Gwiazd. 8 maja 2014 w meczu międzyligowym z Philadelphia Phillies zdobył 200. home runa w MLB.
29 sierpnia 2015 w wygranym przez Blue Jays 15–1 spotkaniu z Detroit Tigers ustanowił rekord klubowy zdobywając 3 home runy (w tym grand slama) i notując 9 RBI. 4 października 2016 w meczu o dziką kartę, której zwycięzca uzyskuje awans do American League Division Series, w drugiej połowie jedenastej zmiany przeciwko Baltimore Orioles zdobył trzypunktowego walk-off home runa. 5 stycznia 2017 podpisał trzyletni kontrakt wart 60 milionów dolarów z Cleveland Indians.
W grudniu 2018 w ramach wymiany zawodników przeszedł do Seattle Mariners, zaś w czerwcu 2019 w ramach kolejnej wymiany do New York Yankees.

## Nagrody i wyróżnienia
| Nagroda/wyróżnienie | Lata             | Źródło      |
| 3× All-Star         | 2013, 2014, 2016 | [ 3 ] [ 9 ] |